# Armonia Evangheliei
Termenul de armonie a Evangheliei face referire la încercarea de a compila cele patru evanghelii canonice ale Noului Testament din Biblie într-o singură relatare coerentă a vieții lui Iisus.